# E se ci diranno
E se ci diranno è una canzone scritta dal cantautore Luigi Tenco. Il brano, con l'arrangiamento di Ruggero Cini, fu inciso per la RCA Italiana nel gennaio 1967 nel 45 giri Ciao amore, ciao/E se ci diranno. Nel 1976 fu inclusa nell'album postumo Le canzoni di Luigi Tenco.

## Storia, testo e significato
Tenco era un cantautore scomodo. Molti dei suoi brani erano stati censurati dalla Rai in quanto considerati troppo politicizzati. Canzoni come queste risaltavano contro il frivolo spirito del tempo degli anni Sessanta.. 
Già nel 1964, sul tema della guerra, con il titolo La risposta è caduta nel vento, aveva inciso il celeberrimo brano di Bob Dylan e scritto e pubblicato Ballata del marinaio. Nel 1966, nel suo ultimo 45 giri aveva pubblicato E se ci diranno, il brano antimilitarista, antirazzista e antifascista.
(Luigi Tenco)
Attraverso il coro di risposta, con l’uso costante della prima persona plurale ("noi"), il brano musicale incarna la voce ruggente di tutta una generazione, andandosi ad inserire tra quelle canzoni catalogate dalle riviste di settore canzoni di protesta.
Il brano è scandito da una lunga sequela di no, un no di rifiuto, ripetuto da un coro di giovani voci, che è anzitutto un no alla guerra.